# Lazăr Niculescu
Lazăr Niculescu a fost un preot și politician român
S-a născut în comuna Rădăcinești, Jud. Vâlcea în anul 1882 ca fiu de preot.
A absolvit Seminarul Teologic din Curtea de Argeș, urmând apoi Facultatea de Teologie din București.
În anul 1907 s-a căsătorit cu Stana Barbu, având 9 copii. A fost hirotonit preot în comuna Buzoești, jud. Argeș.
În toată aceasta perioadă a activat în Partidul Țărănesc, colaborând strâns cu Ion Mihalache, Pițigoi, Grigore T.Coandă și alții. A fost unul dintre fondatorii primei bănci agricole din județul Argeș. În anul 1916 a luat parte la București la marile adunări populare, ce au contribuit în mare măsură la intrarea României în război pentru a lua Transilvania de la Imperiul Austro-Ungar. La aceste adunări populare a cerut și a susținut în numele țărănimii intrarea în razboi alături de Franța și Anglia.
În anul 1918 a făcut parte din Parlamentul României care a hotărât alipirea Transilvaniei la Regatul României. 
În anul 1920, în calitate de parlamentar (propus și ales de două ori de țăranii din Jud. Argeș) s-a ocupat de pregătirea unui proiect de lege privind expropierea marilor moșieri de teren arabil. În calitate de delegat al țărănimii a contribuit la expropierea socrului său Ilie Barbu cu 600 hectare. 
În anul 1926 a fost numit preot la Parohia Spirea Nouă din București. Și-a continuat activitatea politică din partidul țărănesc, fiind șeful organizației sectorului albastru, sediul fiind în propria casă.
La data de 8 noiembrie 1945 a luat parte la manifestația din Piața Palatului în urma căreia a fost reținut și anchetat. De la această dată a fost înlăturat din corpul preoțesc din cauza atitudinii sale anti-comuniste, fapt publicat în Monitorul Oficial de la sfârșitul anului 1946. 
1. ↑  „Alti-parlamentari-de-arges-uitati-89”.
2. ↑  „Parlamentari-alesi-1919” (PDF).